# Fracción Vida Mejor Francisco Villa
Fracción Vida Mejor Francisco Villa är en ort i Mexiko.   Den ligger i kommunen Tuxtla Chico och delstaten Chiapas, i den sydöstra delen av landet, 900 km sydost om huvudstaden Mexico City. Fracción Vida Mejor Francisco Villa ligger 333 meter över havet och antalet invånare är 277.
Terrängen runt Fracción Vida Mejor Francisco Villa är platt åt sydväst, men åt nordost är den kuperad. Runt Fracción Vida Mejor Francisco Villa är det tätbefolkat, med 442 invånare per kvadratkilometer. Närmaste större samhälle är Tapachula, 11,9 km väster om Fracción Vida Mejor Francisco Villa. Omgivningarna runt Fracción Vida Mejor Francisco Villa är en mosaik av jordbruksmark och naturlig växtlighet.